# Поплаве у Босни и Херцеговини 2024.
Поплаве у Босни и Херцеговини након обилних падавина у ноћи између 3. и 4. октобра 2024, су захватиле централни део Босне и Херцеговине, највише простор Јабланице и Коњица у Херцеговачко-неретванском кантону, али и делове Средњебосанског и Зеничко-добојског кантона у Федерацији БиХ. Поплаве су делом и последица геоморфологије простора (стрме падине, насеља у долинама), као и људског фактора — непланске градње на падинама. Према званичним подацима у поплавама је живот изгубило 27 лица, највише на подручју општине Јабланица.

## Реакције
- Србија, Хрватска и Словенија су послале обучене људе и ватрогасно спасилачке јединице са теренским возилима.[3]